# Ynysawdre
Ynysawdre est une communauté du borough de comté de Bridgend, au pays de Galles.
Elle se compose des villages de Brynmenyn (en) et Tondu (en). Au recensement de 2011, elle comptait 3 367 habitants.